# Erengisle Nilsson den äldre
Erengisle Nilsson den äldre, född omkring 1350, död den 11 november 1406, var en svensk riddare, riksråd, häradshövding och lagman. 
Erengisle Nilsson tillhörde Hammerstaätten som förde en kluven sköld på längden. Ätten residerade på Hammersta, en borg i Ösmo socken på Södertörn. 
Erengisle var son till Nils Ingvaldsson och Katarina Gregersdotter. Vid faderns död 1351 övertog han Hammersta med tillhörande säterirättigheter. Han lär också ha varit ägare av Tyresö. Troligen blev han slagen till riddare 1365 och riksråd senast 1386. Från 1384 var han häradshövding i Oppunda härad, Södermanland. Därefter blev han lagman i Södermanland någon gång mellan 1386 och 1393, vilket han ännu var 1405. Efter Erengisles död 1406 ärvde sonen Nils Erengislesson Hammersta, medan dottern Katarina Erengislesdotter står som ägare av Tyresö 1432-1440.
Den 8 september 1378 beseglade han i Raseborg ett brev utfärdat av Tord Bonde (Röriksson) där hans vapensköld syns mycket tydligt. 

## Äktenskap
1. Margareta Bengtsdotter Bielke av Åkerö, död 1377, dotter till Bengt Turesson (Bielke) och Ingeborg Magnusdotter (Ulvåsaätten).
2. Kristina Röriksdotter Bonde, död efter 1428, dotter till Rörik Tordsson (Bonde) och Märta Gisladotter ( Sparre av Aspnäs)

## Barn
- Katarina Erengislesdotter, med Margareta
- Nils Erengislesson, modern okänd